# Chiesa di San Clemente (Valdagno)
La chiesa di San Clemente, nota anche con il titolo di duomo, è la parrocchiale di Valdagno, in provincia e diocesi di Vicenza; fa parte del vicariato di Valdagno.

## Storia
All'inizio, l'originaria chiesa valdagnese era filiale della pieve di Brogliano, per poi essere successivamente eretta a parrocchiale, titolo attestato per la prima volta nel 1244. 

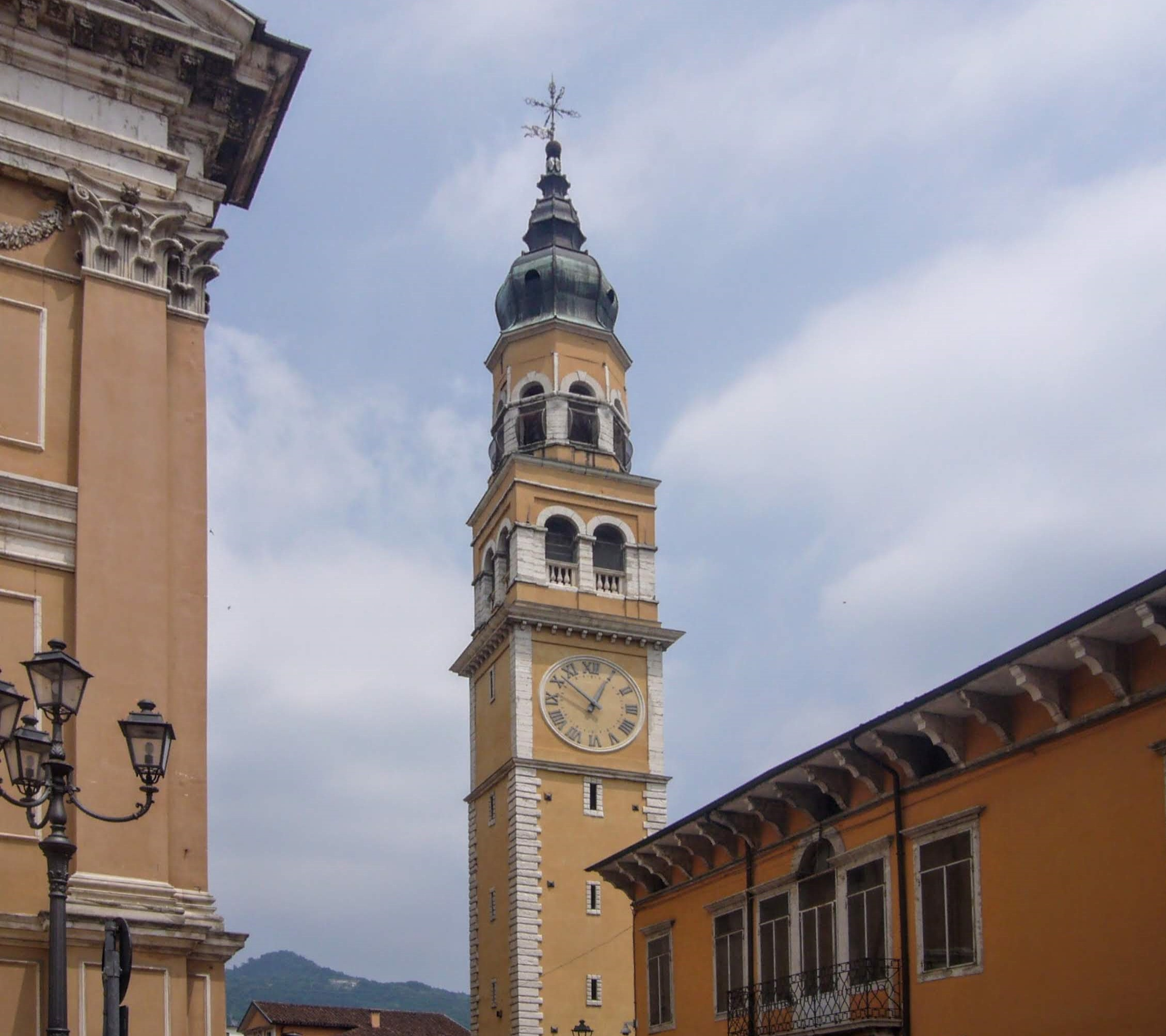
Il campanile

La torre campanaria venne invece realizzata tra il 1545 e il 1547; i lavori furono supervisionati e diretti da Agostino Andrighetto.  Il 14 maggio 1748 venne posta la prima pietra della nuova parrocchiale; l'edificio, disegnato all'architetto bassanese Giovanni Miazzi, fu ultimato nel 1778 e sul finire di quel secolo la torre campanaria venne ampliata dotandola della lanterna probabilmente in modo da adeguarla alle proporzioni del duomo settecentesco. 
La facciata, progettata da Luigi De Boni, fu poi realizzata tra il 1821 e il 1824; nel 1978 la chiesa venne totalmente ristrutturata e tra il 1985 e il 1986 il campanile fu interessato da un risanamento, mentre poi tra il 2002 e il 2003 si provvide a consolidare la parrocchiale e a restaurarne i prospetti esterni.

## Descrizione

### Esterno
La facciata a capanna della chiesa, che volge a mezzogiorno, è tripartita da quattro lesene, sorrette da alti basamenti e terminanti con capitelli compositi sopra cui si impostano il fregio e il frontone triangolare coronato da tre statue; presenta al centro il portale d'ingresso sormontato dal timpano semicircolare e un tondo, inscritto in un arco a tutto sesto, recante un'epigrafe dedicatoria. 

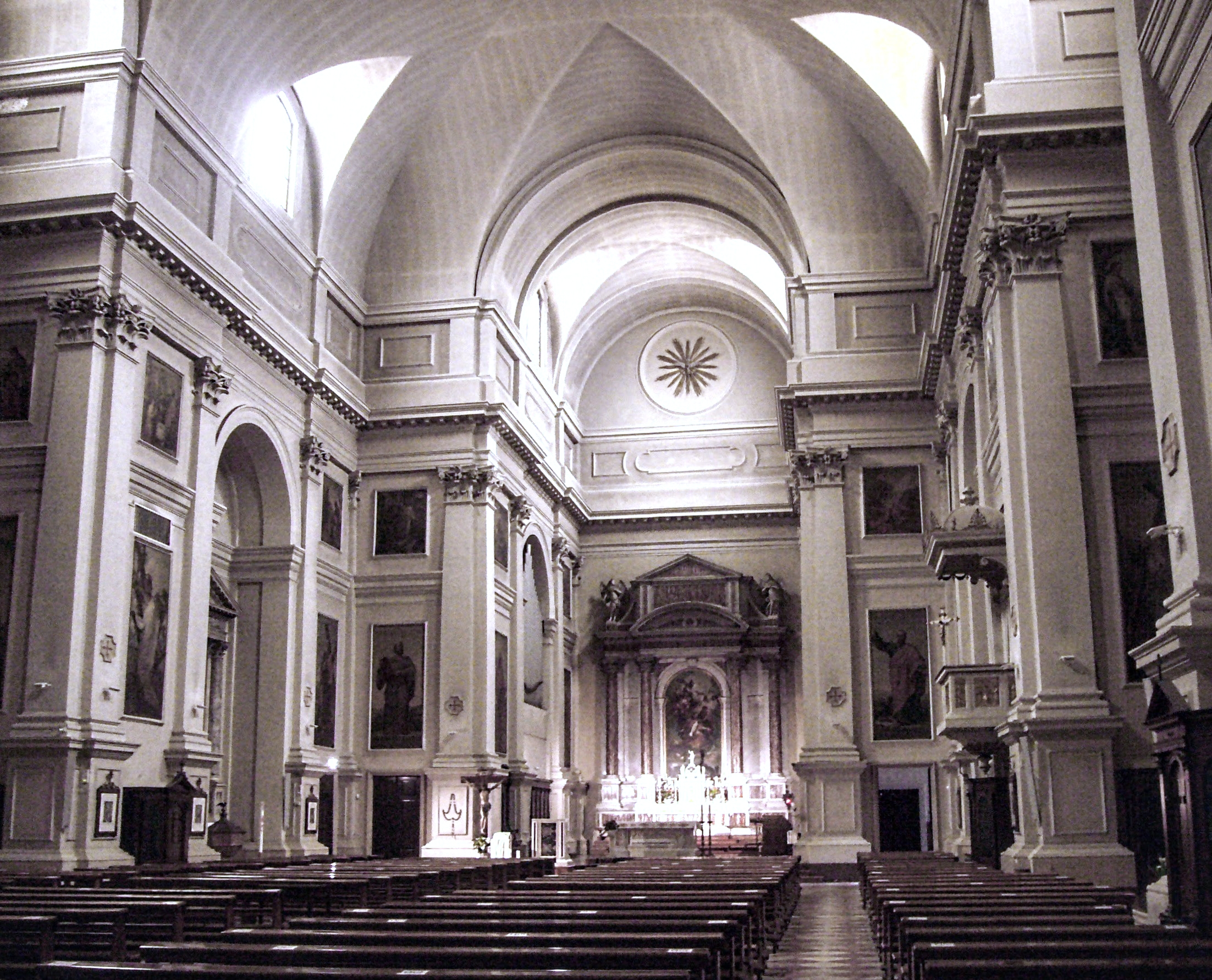
L'interno

Staccato dalla parrocchiale di alcuni metri è il campanile a base quadrata, scandito da lesene angolari, caratterizzato da piccole feritoie e dai quadranti dell'orologio e dotato di nove campane fuse nel 1966 dalla ditta veronese Cavadini; la cella presenta su ogni lato una bifora ed è coronata dalla cupola a cipolla sorretta dal tamburo ottagonale sul quale s'aprono delle monofore.

### Interno
L'interno dell'edificio si compone di un'unica navata, sulla quale s'affacciano le cappelle laterali, su due delle quali si aprono gli ingressi secondari, e le cui pareti sono scandite da lesene sorreggenti la trabeazione sopra la quale si impostano le volte. Qui sono conservate diverse opere pregevoli, tra le quali i dipinti raffiguranti scene della vita dei Santi, eseguiti nel XIX secolo dal friulano Lorenzo Rizzi, la famosa ancona di San Clemente, realizzata nel 1445 da mastro Girolamo, e la pala dell'altare maggiore con soggetto il Martirio di San Clemente, eseguita dal vicentino Giacomo Ciesa.